# Zabród (Ukraina)
Zabród – wieś na Ukrainie w rejonie lwowskim (wcześniej w rejonie żółkiewskim) należącym do obwodu lwowskiego.